# Cynoglossus gracilis
Cynoglossus gracilis är en fiskart som beskrevs av Günther, 1873. Cynoglossus gracilis ingår i släktet Cynoglossus och familjen Cynoglossidae. Inga underarter finns listade i Catalogue of Life.